# Saint-Denis-en-Margeride
Saint-Denis-en-Margeride è un comune francese di 182 abitanti situato nel dipartimento della Lozère nella regione dell'Occitania.

## Società

### Evoluzione demografica
Abitanti censiti